# Chaplins plejebarn
Chaplins plejebarn er en amerikansk stumfilm fra 1921 af Charlie Chaplin.

## Medvirkende
- Charlie Chaplin
- Jackie Coogan
- Edna Purviance
- Carl Miller